# Black Star Riders
Black Star Riders es una banda de hard rock formada en diciembre del 2012, cuando los miembros de la más reciente formación de Thin Lizzy decidieron grabar nuevo material usando otro nombre. El primer álbum de la banda, All Hell Breaks Loose, fue lanzado el 21 de mayo de 2013, y su siguiente disco, The Killer Instinct el 20 de febrero del 2015.
La banda se inició con la siguiente formación: el vocalista Ricky Warwick, los guitarristas Scott Gorham y Damon Johnson, el bajista Robbie Crane y el baterista Jimmy DeGrasso. Tras la marcha de Damon se incorpora Christian Martucci, y tras la marcha de Jimmy, entra en las filas Chad Szeliga. Con esta nueva formación graban y han publicado el 6 de septiembre de 2019 su nuevo trabajo Another State of Grace a través de NuclearBlast Records (su compañía desde el inicio).

## Miembros
- Ricky Warwick – voz
- Scott Gorham – guitarra
- Christian Martucci – guitarra
- Robbie Crane – bajo
- Chad Szeliga – batería

### Miembros originales
- Marco Mendoza – bajo (2012–14)
- Damon Johnson – guitarra (2012–19)
- Jimmy DeGrasso – batería (2012–19)

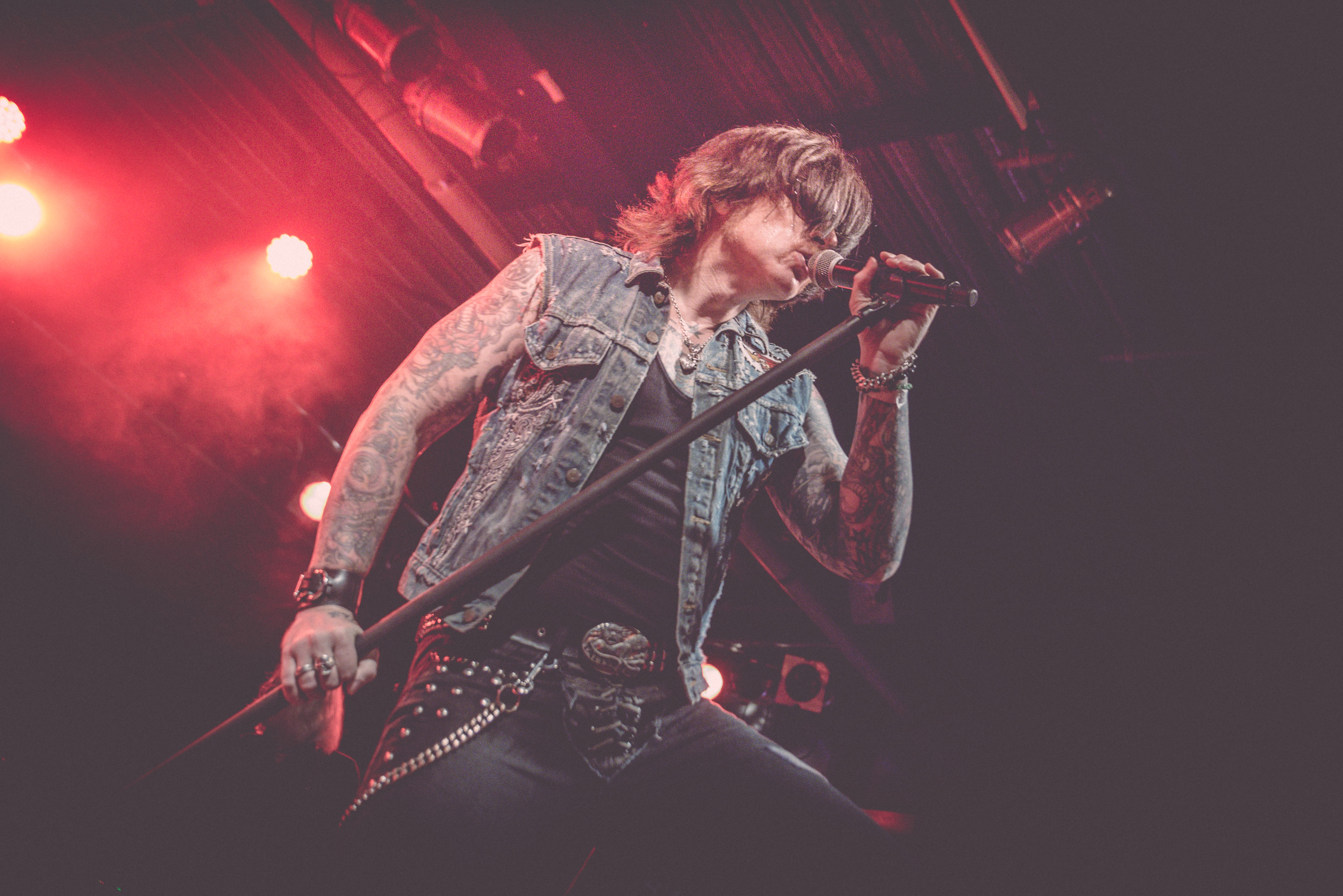
Ricky Warwick
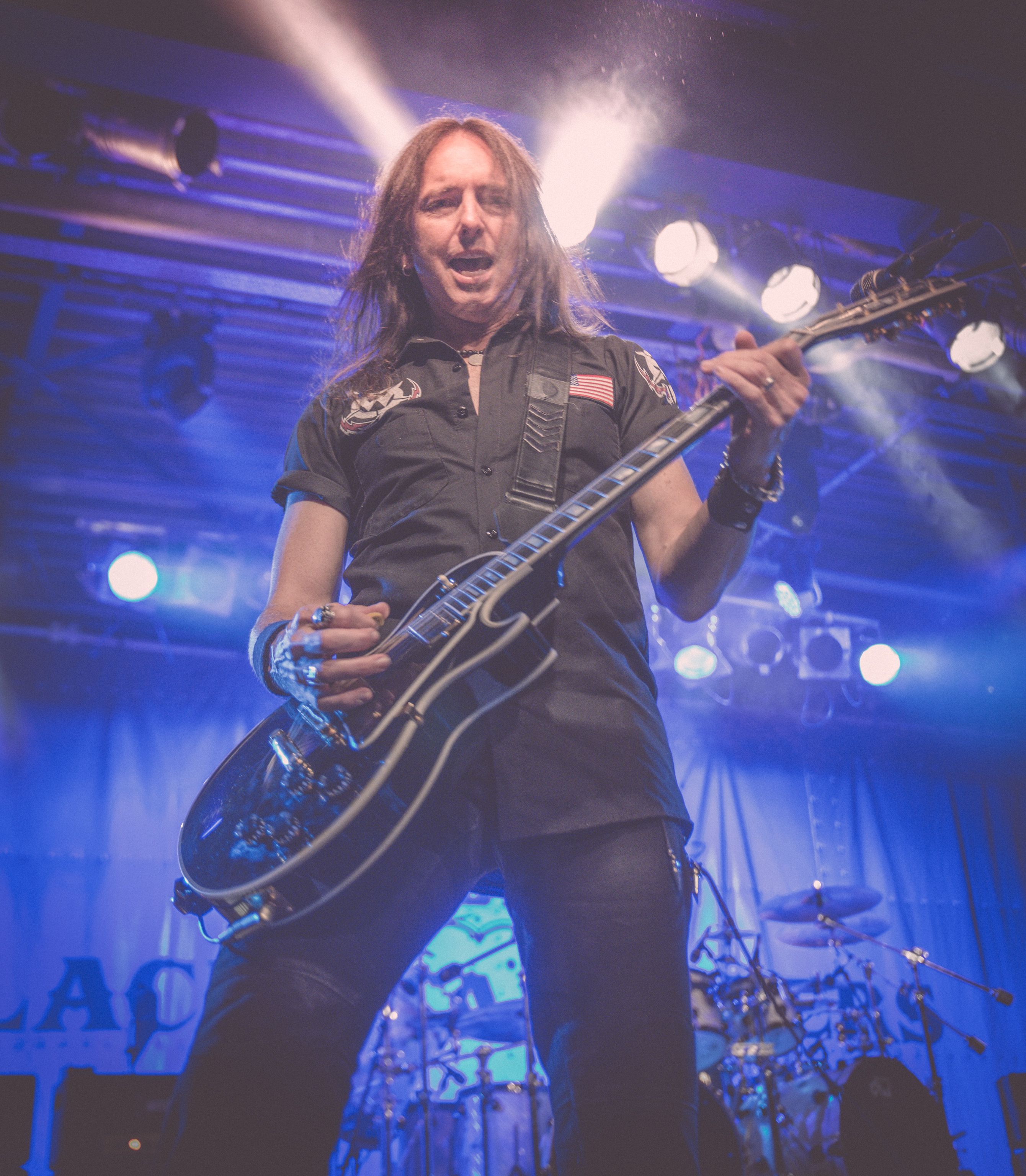
Damon Johnson
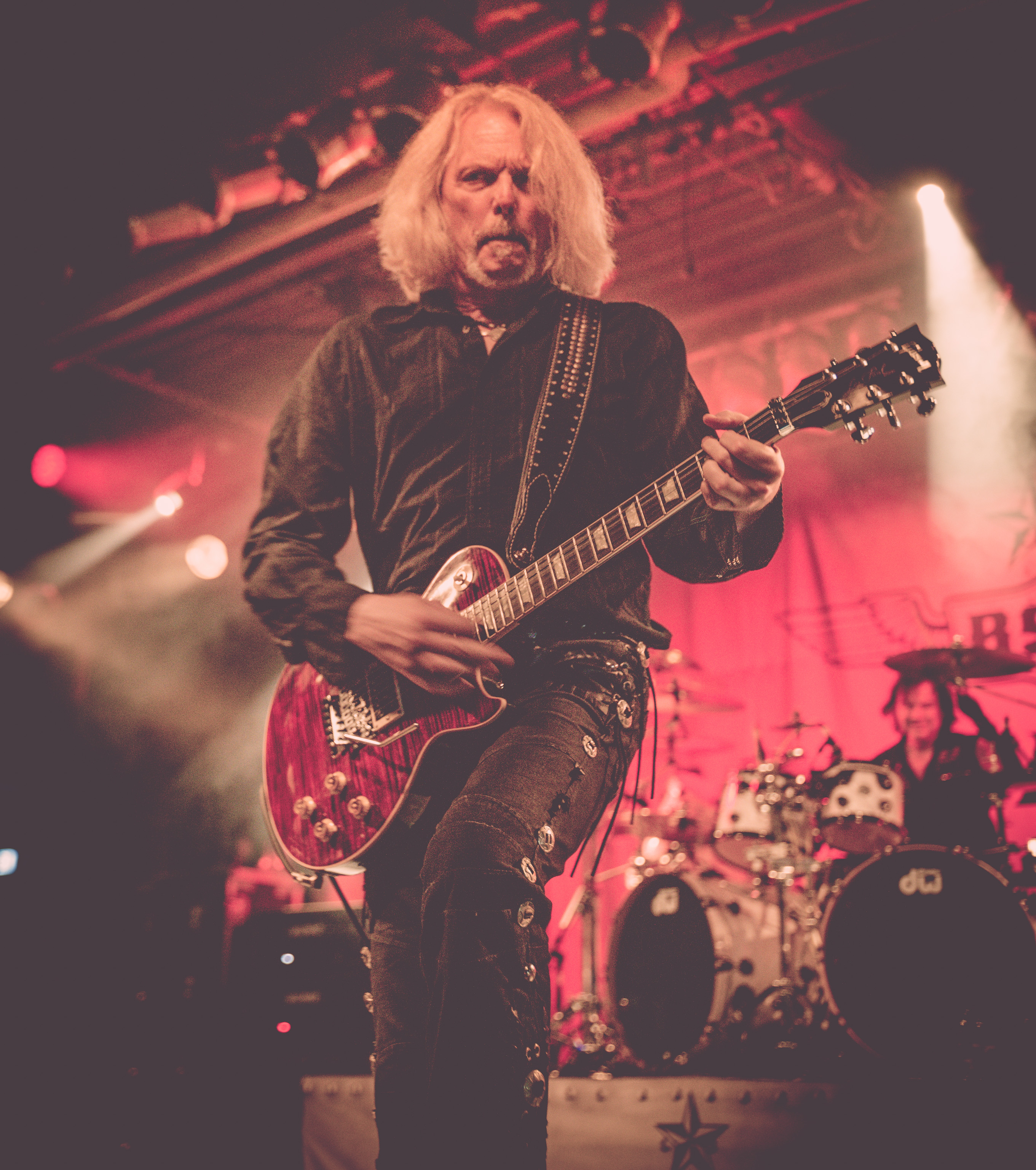
Scott Gorham
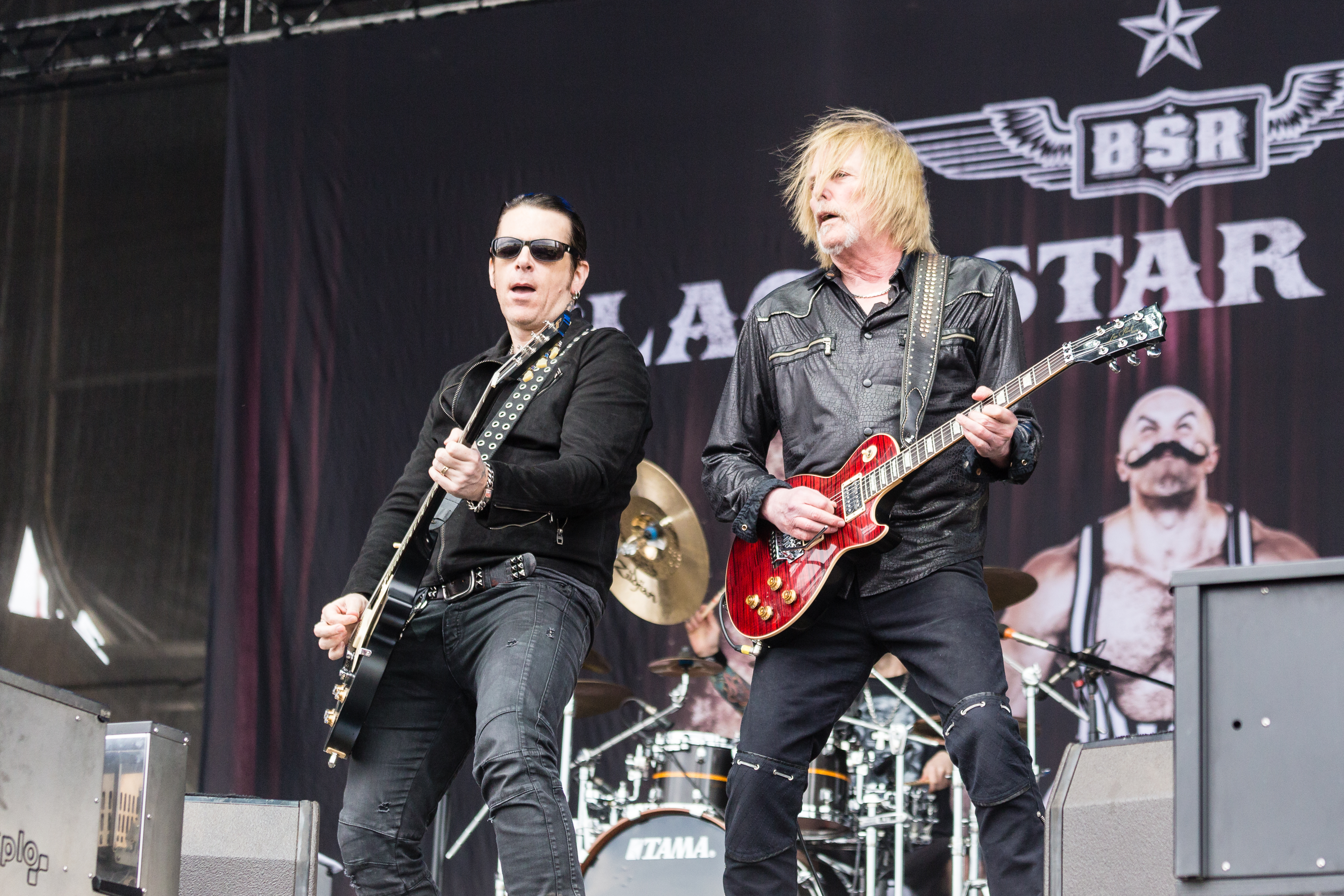
Ricky and Scott

## Discografía
- All Hell Breaks Loose - (2013)
- The Killer Instinct - (2015)
- Heavy Fire - (2017)
- Another State of Grace - (2019)
- Wrong Side Of Paradise - (2023)

### Sencillos
- "Bound for Glory" (2013)
- "Hey Judas" (2013)
- "Kingdom of the Lost" (2013)
- "The Killer Instinct" (2014)
- "Finest Hour" (2015)
- "Charlie I Gotta Go" (2015)
- "Soldierstown" (2015)
- "Another State of Grace" (2019)
- "Ain't the End of the World" (2019)